# William R. Schmidt

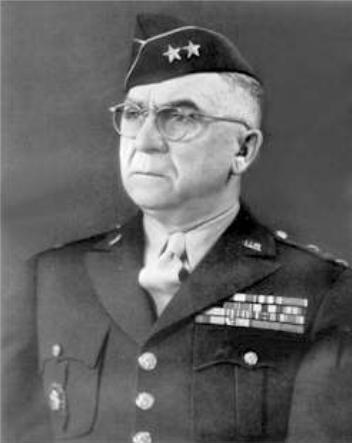
William R. Schmidt

 William Richard Schmidt (* 14. Oktober 1889 in Verdigre, Knox County, Nebraska; † 18. Juli 1966 in Washington, D.C.) war ein Generalmajor der United States Army.
In den Jahren 1909 bis 1913 durchlief William Schmidt die United States Military Academy in West Point. Nach seiner Graduation wurde er als Leutnant der Infanterie zugeteilt. In der Armee durchlief er anschließend alle Offiziersränge bis zum Zwei-Sterne-General.
Im Lauf seiner militärischen Karriere absolvierte er verschiedene Kurse und Schulungen. Dazu gehörten unter anderem die Infantry School, der Infantry Advanced Course (1927), das Command and General Staff College (1928), das United States Army War College (1931), die Chemical Warfare School, der Field Officers' Course (1931) sowie das Army Industrial College (1932).
In seinen jüngeren Jahren absolvierte er den für Offiziere in den niederen Rangstufen üblichen Dienst in verschiedenen Einheiten und Standorten. In den Jahren 1913 bis 1917 war er an der mexikanischen Grenze stationiert, wo er an der Mexikanischen Expedition teilnahm. Er nahm nicht aktiv am Ersten Weltkrieg teil, stattdessen war er an verschiedenen Standorten in den Vereinigten Staaten tätig. Von 1921 bis 1923 war er Dozent an der Militärakademie in West Point. Anschließend war er bis 1926 in Hawaii stationiert. Danach war er von 1933 bis 1934 Stabsoffizier im Civilian Conservation Corps und gehörte dann bis 1938 dem Stab des Kriegsministeriums an. Dort war er in der Stabsabteilung G4 (Logistik) tätig.
In den Jahren 1938 bis 1940 war William Schmidt Stabsoffizier im 21. Infanterieregiment in Hawaii. Anschließend erhielt er das Kommando über das 39. Infanterieregiment, das der 9. Infanteriedivision unterstand. In seine Zeit als Regimentskommandeur fiel der amerikanische Eintritt in den Zweiten Weltkrieg. Es folgte eine kurze Versetzung zum Stab der 81. Infanteriedivision. Vom 13. Dezember 1942 bis zum 2. August 1945 hatte Schmidt den Oberbefehl über die 76. Infanteriedivision, mit der er im weiteren Kriegsverlauf auf dem europäischen Kriegsschauplatz eingesetzt war.
Anfang August 1945 erhielt er das Kommando über die 3. Infanteriedivision, das er bis Mai 1946 innehatte. Danach war er bis Februar 1947 Stabschef bei der 3. Armee. Nach einer kurzen Zeit als stellvertretender Kommandeur der United States Constabulary für Deutschland und einer Versetzung in den Stab des Heeres im Kriegsministerium erfolgte seine Berufung zum Oberbefehlshaber der 101. Luftlandedivision. Diesen Posten bekleidete er von Juli 1948 bis Mai 1949. Nach dem Ende dieses Kommandos gehörte William Schmidt noch einigen Militärausschüssen an, ehe er im Jahr 1951 in den Ruhestand ging.
Er starb am 18. Juli 1966 im Walter Reed Army Medical Center in Washington D.C. (das nicht mit dem Walter-Reed-Militärkrankenhaus in Bethesda in Maryland zu verwechseln ist). William Schmidt fand seine letzte Ruhestätte auf dem amerikanischen Nationalfriedhof Arlington.

## Orden und Auszeichnungen
Schmidt erhielt im Lauf seiner militärischen Laufbahn unter anderem folgende Auszeichnungen:
- Army Distinguished Service Medal
- Legion of Merit
- Silver Star
- Bronze Star Medal
- Mexican Service Medal
- World War I Victory Medal
- American Defense Service Medal
- American Campaign Medal
- European-African-Middle Eastern Campaign Medal
- World War II Victory Medal
- Army of Occupation Medal
- National Defense Service Medal
- Orden von Oranien-Nassau (Niederlande)
- Order of Abdon Calderón (Ecuador)
- Orden der Ehrenlegion (Frankreich)
- Croix de Guerre (Frankreich)
- Croix de Guerre (Belgien)
- Tschechoslowakisches Kriegskreuz 1939